# 배치 및 배선
배치 및 배선은 인쇄 회로 기판 (PCB), 집적회로 (IC)와 현장 프로그래머블 게이트 어레이 (FPGA)의 설계단계중 하나이다. 배치 및 배선은 제한된 공간에 전자 부품, 회로와 논리 부품을 어디에 배치할 것인지 결정하고 배선을 연결하는 과정이다.
- 인쇄 회로 기판은 기판에 그림으로 형상화된 부품을 배치하고 전선을 그려서 서로 연결한다.
- 집적회로는 작은 블록의 레이아웃에서 생성한 전체 회로의 큰 블록 레이아웃을 설계한다.
- 현장 프로그래머블 게이트 어레이는 내장된 논리 요소를 배치하고 상호연결한다.

인쇄 회로 기판과 집적회로의 배치과정은 비슷하다. 그렇지만 실제 실무는 매우 다르다. 거대한 크기의 설계에서 이런 과정의 효율성은 일반적으로 전자설계 자동화 (EDA) 도구에 크게 좌우된다.

## 인쇄 회로 기판
인쇄 회로 기판의 배치 및 배선은 일반적으로 회로도나 넷리스트를 생성한 후에 실시한다. 생성된 넷리스트는 레이아웃 도구에서 읽어들여 부품 드로잉으로 나타낸다. 그러면 일반적으로 이 단계에서 배치 및 배선을 한다.
배치 및 배선은 일반적으로 두 단계로 완료된다. 처음에는 부품을 배치하고, 배치가 완료되면 부품간 서로 배선을 연결한다. 설계과정의 배선단계중 부품 배치는 절대적이지 않음에도 불구하고, 부품의 이동이나 회전에 의하여 배선이 꼬일 것이다. 특히 FPGA나 마이크로컨트롤러같은 복잡한 부품을 사용할 때 배치에 주의해야 한다. 많은 신호와 신호 무결성은 최적화하지 않은 기존 배치할 필요가 있을 것이다.

## 현장 프로그래머블 게이트 어레이
FPGA의 배치 및 배선 과정의 성능은 일반적으로 개인능력에 의하여 좌우되지 않고, FPGA 밴더나 소프트웨어 제조사가 공급하는 도구에 의하여 좌우된다. 소프트웨어 도구가 필요한 이유는 FPGA 내부회로와 설계자가 원하는 성능을 수행하는 회로의 복합성 때문이다. FPGA는 디지털 논리와 VHSIC가 포함된 논리도와 VHDL과 베릴로그같은 하드웨어 기술 언어를 사용하여 설계한다. 이러한 설계가 끝나면 자동으로 핀아웃을 생성하는 배치 및 배선 과정을 거칠 것이다. FPGA의 이러한 핀들은 외부 부품과 연결하는 데 사용될 것이다.

## 같이 보기
- 전자설계 자동화
- 오어캐드
- 쿼터스 II